# Richard Hunt (Musiker)
Richard Hunt (* 8. Mai 1930 in Thorpe Bay; † 8. Dezember 2011) war ein britisch-kanadischer Pianist, Komponist, Arrangeur und Musikpädagoge.

## Leben
Hunt studierte an der Royal Academy of Music Klavier, Geige und Bratsche. 1956 wanderte er nach Kanada aus und arbeitete dort als Kirchenorganist, Klavierlehrer und Musikdirektor am Lower Canada College. Ab 1967 studierte er an der McGill University Komposition bei Bruce Mather (Bachelor 1970) und darauf bei István Anhalt und Alcides Lanza. Seine Masterarbeit war die Komposition Nimbus I für Orchester (1972). Anschließend erhielt er eine Dozentenstelle an der McGill University und ein Dissertationsstipendium des Canada Council for the Arts. Er setzte sein Studium bei Bengt Hambraeus fort und wurde 1977 promoviert.
Als Solist hatte Hunt u. a. Auftritte mit dem Montreal Symphony Orchestra und der Quebec Contemporary Music Society. 1983 lud ihn sein Freund Adolfo Bornstein ein, als Pianist und Arrangeur dem Quartett Quartango beizutreten, das sich dem argentinischen Tango widmet. Zum Repertoire des Quartetts zählten Klassiker wie La Cumparsita, El Choclo und Jalousie ebenso wie Werke des Tango Nuevo wie Astor Piazollas Adios Nonino und Milonga del Angel. Hunt komponierte für das Quartett u. a. die Titel Milonga Celtica, Maria und Gigolo Gig. Die Besetzung des Quartetts wechselte mehrmals. Langjähriges Mitglied war neben Hunt der Kontrabassist René Gosselin. Hunt zog sich 2005 als aktiver Musiker zurück, um sich ganz der Tätigkeit als Komponist, Arrangeur und Orchestrator zu widmen.